# Aeroport de Kapanda
L'aeroport de Kapanda (codi IATA: KNP, codi OACI: FNCP) és un aeroport que serveix al projecte de la presa de Capanda, a la província de Malanje a Angola.

## Aerolínies i destinacions
| Aerolínies           | Destinacions |
| -------------------- | ------------ |
| TAAG Angola Airlines | Luanda       |